# 記憶體位址
在電腦運算中，記憶體位址是一種用於軟體及硬體等不同層級中的資料概念，用來存取電腦主記憶體中的資料。記憶體位址一般以固定長度之數位表示，並被視為無號整數操作。

## 記憶體位址之類型
記憶體位址有許多類型。換句話說，一個電腦，甚至在一個程式內，可能即存在數個不同的記憶體「定址空間」。
電腦的記憶體（尤其是指主記憶體）是由許多「記憶體位址」所組成的，每個記憶體位址都有一個「實體位址」，能供CPU（或其他裝置）存取。一般，只有如BIOS、作業系統及部分特定之公用軟體（如記憶體測試軟體）等系統軟體，能使用機器碼的運算元或暫存器對實體位址定址，指示CPU使用內存控制器之類的硬體裝置，使用記憶體匯流排或系統匯流排，亦或分別之控制匯流排、位址匯流排及資料匯流排，執行該程式之命令。內存控制器的匯流排是由數條並列的線路所組成的，每條線路表示一個位元。匯流排的寬度因此依電腦不同，決定了可定址之儲存單位數量，以及每一單位內的位元數量。
電腦程式使用記憶體位址來執行機械碼、儲存及擷取資料。大多數的應用程式無法得知實際的實體位址，而是使用電腦的內存管理單元及作業系統的記憶體映射，為「邏輯位址」或虚拟地址定址。

## 另見
- 記憶體管理
- 位元組序
- 內存管理單元（MMU）
- 分頁表
- 記憶體保護
- 記憶體區段
- 低階語言